# Radio Capital

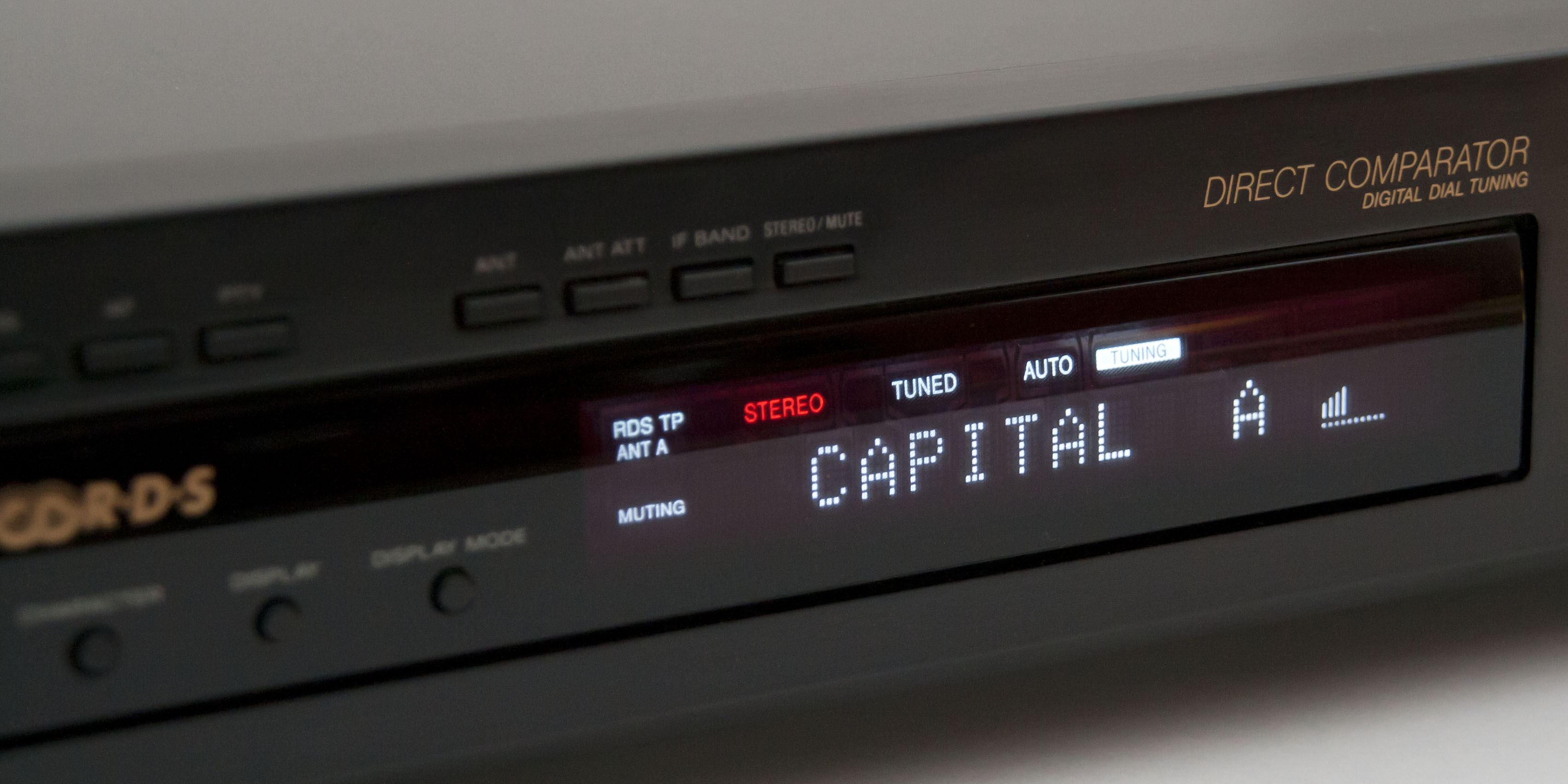
Radio Capital su FM

Radio Capital è una stazione radiofonica italiana nazionale con sede a Roma di proprietà di Elemedia, appartenente a GEDI Gruppo Editoriale.
Lo speaker ufficiale è Alessandro Rigotti.

## Storia
Nasce a Cormano (MI), nel maggio del 1977, come quotidiano radiodiffuso e con il nome di Controradio Cormano, sulla frequenza di 93.100 MHz, con sede in via Giuseppe Verdi 14. È fondata da Roberto e Renzo Tracogna che furono gli ispiratori dell'operazione, con la collaborazione di Nicola Chironna e di altri amici (Andrea Perrone, Loris, Anna di cui non ricordo il cognome...). Nel 1979 cambia denominazione diventando Radio Extra 2000, con sede a Cusano Milanino. Nel 1980 l'editore, prendendo spunto dalla famosa Capital Radio di Londra, cambia denominazione definitivamente in Radio Capital  ridando una impostazione più "moderna" all'emittente e introducendo alla professione di DJ il famosissimo Daniele Milani che diverrà uno degli speaker più famosi di Italia. Nello stesso anno, il fondatore Nicola Chironna decide di lasciare la radio. Durante quell'anno viene installato un trasmettitore da 2 KW sul grattacielo di Sesto S. Giovanni che porta ad una poderoso aumento della notorietà e del seguito. Nei successivi anni venne costituita una società con Giancarlo Fontana ex manager di Rado hinterland Milano 2 e successivamente manager del DJ Jerry Scotti. Nell'ultimo anno di collaborazione del fondatore Roberto Tracogna, la società si allarga con l'acquisto del 50% della società da parte della sezione del partito comunista PCI di Sesto San Giovanni. A quel punto il fondatore lascia la società che viene gestita da Giancarlo Fontana e dal PCI.
Alla fine del 1983 la radio si trasferisce negli studi di via Cellini, a Milano, e cambia format grazie a un'intuizione del dj Jeff Bifano, inventore dello storico programma "Capital Milano Dance All Days": nasce la prima radio di Milano che trasmette musica dance no-stop, con un unico speaker (il direttore artistico Moreno Guizzo, già voce di Radio Milano International). La formula è semplice: Jeff Bifano (insieme a Tony Carrasco era il dj dell'Amnesie, storica discoteca ere") sceglie la musica che bravissimi giovani dj mixano in diretta. Poi, al calar della sera, va in onda il Jeff Music Show, appuntamento imperdibile per gli appassla moda: si tratta di un nastro di tre ore di musica da ballare, replicabile sino al mattino dopo. In questa occasione viene coniato il nome Capital Milano Dance all Day. La piccola Capital Radio Milano è la radio del momento; cominciano a interessarsi e a prestarle attenzione anche le emittenti più importanti, quelle che devono fare i conti con i numeri dell'audience.
Nel 1987 la stazione viene comprata dalla Deejay's Gang di Claudio Cecchetto e Valerio Gallorini, per sperimentare un nuovo format radiofonico costituito da programmi solo in lingua inglese, condotti da David Lee Stone (scomparso nel 2005) e Ronny Hanson. Il progetto poi si modifica in una programmazione di disco music esclusivamente anni settanta, ottenendo un grandissimo riscontro da parte del pubblico per la particolare originalità (al tempo le emittenti specializzate in tal senso non erano molte).
Nel 1990, in occasione dell'entrata in vigore della legge 223/1990 (legge Mammì), Cecchetto presenta domanda di concessione come radio locale per il bacino lombardo, avendo già avanzato istanza per la concessione nazionale come Radio Deejay. Tuttavia, dopo l'uscita di scena da Radio Deejay e volendo concentrarsi su Capital, Cecchetto comprende che per assurgere al ruolo di player primario, deve dare all'emittente una dimensione regionale o, meglio ancora, nazionale. Si mette quindi alla ricerca di una rete da acquistare che abbia ottenuto la concessione per operare in ambito nazionale, individuandola, nella metà degli anni '90, nella società «Radio Centro Toscana S.p.A.» (editrice di Gamma Radio Network) del gruppo Monti-Riffeser: questa società, avendo presentato domande di concessione distinte per ambito locale e nazionale (entrambe con il marchio Gamma Radio) e avendo maturato il convincimento di operare solo su scala locale, decide di alienare la concessione nazionale (non il marchio Gamma Radio), che viene pertanto acquistata da Claudio Cecchetto. Il disc-jockey milanese, rinominata la rete nazionale Radio Capital Solo Successi (il marchio Gamma Radio continuerà a operare proficuamente su scala regionale grazie alla concessione locale conseguita dalla società milanese Radiant) e trasferita la sede da via Massena (nei locali attigui a Radio Deejay) al Forum di Assago, vi annette gli impianti della precedente versione locale (tra cui l'impianto 93,050 MHz, nel frattempo riposizionato a 93,100 MHz e delocalizzato in Valcava per illuminare la pianura padana). Successivamente avvia una campagna acquisti di frequenze per raggiungere l'illuminazione dell'intero territorio nazionale (la copertura di Gamma Radio Network era limitata al Nord e Centro Italia).
Nondimeno, avendo successivamente valutato che per competere con i grossi gruppi editoriali servivano risorse economiche di cui lui non disponeva, nella seconda metà degli anni Novanta Cecchetto cede anche Radio Capital alla società Elemedia del Gruppo editoriale L'Espresso (a cui aveva già ceduto nel 1994 le quote di Radio Deejay). La società acquirente trasferisce nuovamente gli studi (prima in via Massena a Milano e poi a Roma), operando un forte potenziamento del segnale e il completamento della copertura nazionale. Dopo diversi e non sempre felici (in termini di ascolti) tentativi di rilancio, Radio Capital trova una sua collocazione come emittente fortemente caratterizzata dall'informazione, grazie alle sinergie con il quotidiano la Repubblica, facente parte dello stesso gruppo editoriale, e grazie al reclutamento di giornalisti esperti di radio come Carlo de Blasio, proveniente dalla Bbc di Londra.
Oggi Radio Capital è una delle tre reti nazionali (insieme a Radio Deejay e Radiom2o) di proprietà della Elemedia, società del Gruppo GEDI. La redazione giornalistica è diretta, dal giugno 2020, da Edoardo Buffoni. Direttore artistico è Linus, già storico direttore di Radio Deejay dall’ottobre 1994 e direttore editoriale delle radio del Gruppo GEDI.
Il palinsesto alterna programmi di infotainment a trasmissioni di approfondimento musicale. La programmazione musicale si basa su un vastissimo catalogo di classici degli anni settanta-ottanta-novanta. Dal 2024 slogan della radio è "Solo bella musica".
La sede principale dal 2017 è a Milano in via Massena 2, sede della "cugina" Radio Deejay. La sede secondaria si trova a Roma in via Cristoforo Colombo 90.

### Direzione Cecchetto (1987-1996)
Claudio Cecchetto fu direttore dell'emittente dalla sua acquisizione nel 1987 sino alla sua cessione al gruppo Gruppo L'Espresso.
All'inizio Radio Capital trasmetteva solo programmi e musica in lingua inglese, poi disco music anni settanta senza conduttori. Con la cessione di Radio Deejay a Elemedia, Cecchetto portò con sé a Capital alcuni dei conduttori della sua precedente esperienza radiofonica tra cui Fiorello, Manuela Doriani, Zap Mangusta, Pier Paolo Peroni, Nikki, Luca Laurenti, Jovanotti, Mauro Repetto e Amadeus.
Tra i programmi più famosi di questo periodo vanno menzionati Capitalia, con Manuela Doriani e Giorgio Mastrota, Cara Manu con Manuela Doriani, Due meno dieci con Amadeus, DJ Angelo, Luca Laurenti e successivamente Marco Mazzoli, Pss pss con Fabio Volo, Capital 2000 con Daniele Bossari, Milangeles con Irene Lamedica e La zona di Zap con Zap Mangusta. Tra gli altri conduttori: Fabio Arboit, Wanna Marchi, Stefano Tacconi, Rossella Ray e Jeff.

### Vittorio Zucconi come direttore editoriale (1997-2018) e la direzione Mancini (1999-2006)
Con la cessione dell'emittente al Gruppo L'Espresso, nel 1997 la nuova proprietà nomina Vittorio Zucconi direttore editoriale, incarico che ha ricoperto fino a giugno 2018 con Linus fino al 1999 come "consulente artistico e musicale".
Nel 1999 Carlo Mancini diventa direttore artistico: le selezioni musicali spaziano tra musica pop, rock e italiana, dalla fine degli anni sessanta ai nostri giorni, intervallate a notiziari e approfondimenti giornalistici (da cui il precedente slogan Classici e Notizie). Mancini importa lo schema di programmazione di RDS con un taglio più mirato all'approfondimento delle notizie e dell'attualità, trasponendo il tutto in una versione di alternanza fra fatti del giorno, curiosità e canzoni consolidate come classici. Tra gli appuntamenti più seguiti si ricordano 4121 e Niki's room, che proponevano rispettivamente alcuni brani di un album entrato nella storia della musica e alcuni pezzi particolari della collezione privata di Nicoletta Simeone. Altri momenti "clou" sono stati il Disco Vintage delle ore 11:45 all'interno di Isaradio e Facciamo Outing (il sabato), che programmava brani al limite del trash destinati a suscitare la nostalgia di coloro che li ascoltavano da giovanissimi. Altri programmi non più in onda, ma degni di nota sono Area protetta di Sergio Mancinelli trasmessa dal lunedì al venerdì inizialmente di sera, dalle 21 alle 23, e poi spostata dalle 13 alle 15; Il meglio della black music (intesa come Funk-Jazz-Soul & R&B) in onda con Gegè Telesforo e Alex Paletta la sera alle 23 dal lunedì al venerdì; Beat Aromatico con Massimo Voci il sabato a mezzanotte e ::extra:: con Alex Paletta la domenica sera alle 23:00. Capital Weekend musica e notizie era invece la fascia affidata a Maurizio Modica.
Una caratteristica che differenziava Radio Capital dalle altre emittenti nazionali era l'inserimento in playlist di brani molto lunghi, da 6 fino a 10 minuti, molto spesso tratti dal repertorio del progressive rock. Allo stesso modo, quando venivano trasmessi canzoni artisti più "popolari", come ad esempio i Queen, la scelta si rivolgeva anche ai brani meno conosciuti e non solo a quei due o tre brani ritenuti più radiofonici. Al contrario, proprio per queste peculiarità, negli anni Radio Capital ha attratto molti ascoltatori alla ricerca di una radio che non si limiti a trasmettere solo le hit del momento, ma che anzi, delusi dal calo di qualità riscontrato nella scelta musicale di molte altre radio, hanno preferito rivolgersi ad un'emittente che ha più volte dichiarato di effettuare una selezione di brani ed autori accurata.

### Direzione artistica Linus (2007-2010)

#### Dal 2007 al 2008
La gestione di Linus, nominato direttore artistico nel 2007, può essere divisa in due periodi. Durante il primo anno e mezzo la radio ha subito una drastica trasformazione, sia nella sua formula che nella composizione dello staff: le intenzioni del nuovo direttore artistico erano quelle di "ringiovanire" una radio che, impropriamente, si considerava principalmente rivolta ad un pubblico di nostalgici e dall'età media relativamente alta. 
A partire dal 7 maggio 2007 si può notare un'improvvisa diminuzione delle canzoni, sia nel numero di brani trasmessi ogni ora, sia nella rotazione degli stessi. In passato gli speaker si limitavano a presentare i dischi oppure a leggere i messaggi degli spettatori, tentando di ridurre al minimo i loro interventi per non interrompere il flusso musicale. Con la nuova gestione vengono introdotte le conduzioni in coppia, durante le quali gli speaker intervengono dopo ogni canzone, con commenti e notizie su temi di attualitá.
La proposta musicale, da sempre dedicata alla musica del passato e ai cosiddetti "classici di domani", si allinea con quella delle altre radio: entrano nella programmazione brani che già sono in alta rotazione sulle radio più commerciali. 
Vengono eliminati dal palinsesto gran parte degli appuntamenti ricorrenti dedicati esplicitamente alla musica del passato, come il Capital Music Box, che proponeva tre pezzi uno dopo l'altro senza interruzioni degli speaker, o la Capital Time Machine dove un brano del passato veniva introdotto da una voce che ne specificava l'anno di pubblicazione.
Lo slogan classici e notizie è stato dapprima sostituito da nessuno ti trasmette così, e poi, dal 1º settembre 2007, in Radio Capital Newsnetwork. Viene modificato anche il logo della radio e abbandonati i jingle identificativi della radio mixati su alcuni brani degli anni '80.

#### Dal 2009
All'inizio del 2009 Radio Capital ha recuperato in parte la formula delle caratteristiche che l'hanno contraddistinta sotto la gestione Mancini. Nello stesso periodo Matteo Curti è stato nominato brevemente station manager.
Capital torna infatti ad essere un'emittente incentrata principalmente sulla musica del passato, pur lasciando tuttavia spazio alle nuove uscite che, in molti casi, avevano uno spazio marginale sulle altre radio (ad esempio molti cantautori italiani). Tornano in programmazione brani di lunga durata, talvolta riproposti in versione live. Il maggior spazio dedicato alla musica viene sottolineato dalla reintroduzione della formula del Capital Music Box (tre brani in sequenza, senza interruzioni) e di Your song, in cui gli ascoltatori possono richiedere il brano che ha costituito il loro sottofondo nel periodo in cui hanno compiuto 18 anni. Più volte, durante la giornata, Massimo Cotto realizzava dei brevi interventi in cui raccontava aneddoti legati alla storia di un classico rock, che veniva trasmesso subito dopo. 
In quel periodo il motto della radio viene recitato su due tipologie di medley di brani del passato. Nel primo vengono semplicemente accostati alcuni riff o ritornelli, su cui la voce presenta la radio. Nell'altro la voce presenta un'ipotetica band composta dai più vari artisti (ad esempio Sting, Eric Clapton, Bob Marley) mentre in sottofondo si sentono i rispettivi brani.
Sono state abbandonate le conduzioni in coppia: i DJ sono tornati a trasmettere singolarmente e i loro interventi, mediamente più brevi, sono principalmente incentrati su temi musicali. È stata recuperata l'interazione col pubblico, tramite mail ed sms, che era stata ridotta nei mesi precedenti.

### Direzione Stucchi (2010 - 2020)
A giugno del 2010 la direzione dei programmi è stata affidata a Danny Stucchi, che ha mantenuto l'impostazione della radio, ha recuperato una selezione musicale più curata e definita già presente durante la direzione di Carlo Mancini, ma sempre con attenzione all'informazione, utilizzando lo slogan “Solo classici, solo Capital”. Nel frattempo sono state reintrodotte le conduzioni in coppia.
Da novembre 2011 Radio Capital ha trasmesso in esclusiva radiofonica il programma di Michele Santoro Servizio pubblico, con grande interesse da parte del pubblico e livelli altissimi di audience.
L'11 novembre 2011 nasce Radio Capital TiVù, televisione musicale dedicata ai grandi classici. Inizialmente trasmesso sul canale 158 del digitale terrestre, il canale, dopo circa un anno, si è trasferito all'LCN 69. Il 7 gennaio 2016 il canale si è trasferito all'LCN 162. Dal 1º ottobre 2016 il canale non è più presente sul DTT, in quanto è stato rimpiazzato da Canale 162, emittente di televendite e lottologia di proprietà di Gold TV. Il 1º gennaio 2019 Capital Tivù lascia Sky, diventando disponibile unicamente in streaming sul sito della radio.
A inizio 2012 si assiste al ritorno in radio di Sergio Mancinelli, che conduce il programma Sentieri notturni.

### Massimo Giannini nominato direttore giornalistico (2018-2020)
A settembre 2018 Massimo Giannini subentra dopo 20 anni a Vittorio Zucconi come direttore giornalistico. Sotto la sua gestione la radio assume un'identità più marcata dal punto di vista dell'informazione (più notizie e analisi sui fatti che accadono) in sinergia con La Repubblica.
Dal 24 gennaio 2019 la radio e l'affiliato canale TV hanno un nuovo logo, che è stato presentato durante il talk show del mattino "Circo Massimo".
Nell'aprile 2020 Giannini è nominato direttore del quotidiano La Stampa, rimanendo alla direzione dell'emittente fino a giugno dello stesso anno.

### Direzione editoriale Linus (dal 2020)
Ad aprile 2020 Linus viene nominato direttore editoriale delle radio del gruppo GEDI, effettuando numerose modifiche alla struttura e al palinsesto di Radio Capital.
Dal 29 giugno 2020 Edoardo Buffoni è il nuovo direttore dell'informazione di Radio Capital.
Il 16 settembre 2020 si è tenuta presso la Terrazza Martini a Milano la presentazione ufficiale del nuovo palinsesto di Radio Capital, accompagnata da un nuovo logo e dal nuovo slogan “That's Life”.
Nel 2024 viene adottato un nuovo slogan: “Solo bella musica”.
Il 2024 si chiude con il dato fondamentale dell’AQH che raggiunge il suo valore più alto, pari a 146 mila ascoltatori.

### Vecchi nomi di Radio Capital
- Controradio Cormano (1977)
- Radio Extra 2000 (1979)
- Radio Capital Milano (1979-80)
- Capital Milano dance all day (1985)
- Radio Capital Solo Successi (1995)
- Radio Capital Music Network, la radio di Claudio Cecchetto (1996)

## Personale

### Conduttori e speaker attuali
- Alessio Bertallot
- Alex Paletta
- Andrea Lucatello
- Benny
- Betty Senatore
- Camilla Fraschini
- Doris Zaccone
- Edoardo Buffoni
- Fabio Arboit
- Fabio Canino
- Francesco Martinelli
- Gigi Ariemma
- Imma Baccelliere
- LaLaura
- Luca De Gennaro
- Marco Biondi
- Marco Maisano
- Marco Santin
- Mary Cacciola
- Massimo Oldani
- Matilde Amato
- Paolo Mixo
- Riccardo Quadrano
- Silvia Mobili
- Stefano Meloccaro

### Conduttori e speaker del passato
- Alberto Lorenzini
- Alessandro Sortino
- Angelo Marchesi
- Amadeus
- Andrea Pellizzari
- Andrea Prezioso
- Andrea Silenzi - Redazione XL
- Angelo Marchesi
- Antonio Iovane
- Carlo Carnevale Maffé
- Carlo Elli
- Cesare Ragazzi
- Claudio De Tommasi
- Cristina
- Cristina Balotelli
- Daniela Amenta
- Daniele Bossari
- David Lee Stone
- DJ Angelo (ora a Radio Deejay)
- Emilio Marrese
- Enrico Bertolino
- Erina Martelli
- Ernesto Assante
- Fabiana Bisulli
- Fabio Volo
- Federica Paris
- Fiorello
- Flavia Cercato
- Franchino
- Gabriele Galbiati
- Gegè Telesforo
- Giacomo Valenti
- Giancarlo Cattaneo
- Gianluca Costella
- Gigi Ariemma
- Gigi Sala
- Gino Castaldo
- Giorgio Mastrota
- Ilaria Iacoboni
- Irene Lamedica
- Irene Noli
- Isa B
- Isabella Eleodori
- Jean Paul Bellotto
- LaMario (ora a Rai Radio 2)
- Laura Antonini
- Laura Gramuglia
- Laura Pertici
- Loredana Sarrica
- Luca Bottura
- Luca Laurenti
- Luca Sacchi
- Lucia Annunziata
- Luciano Pazzaglia
- Manuela Doriani (ora a Radio Viva FM)
- Marco Mazzoli (ora a Radio 105)
- Mario De Santis
- Mario Seminerio
- Martika
- Massimo Cotto
- Massimo Giannini
- Massimo Rocca
- Massimo Villa
- Massimo Voci
- Maurizio Modica
- Michela Murgia
- Nick The Nightfly
- Nicola Savino (ora a Radio Deejay)
- Nicola Vertigo
- Nicola Vitiello (ora a Radio Deejay)
- Nicoletta Simeone
- Nikki (ora a Radio Deejay)
- Oliviero Toscani
- Oriana Fiumicino
- Oscar Giannino
- Pier Paolo Peroni
- Renato Cifarelli
- Renzo Arbore
- Rob Brezsny
- Roberto Ciuti
- Ronnie Hanson
- Rossella Ray
- Savino Zaba
- Selvaggia Lucarelli
- Sergio Mancinelli
- Simona Marazzi
- Stefano Tacconi
- Thomas Damiani
- Umberto Mattia
- Vanna Marchi
- Vittorio Zucconi
- Vladimir Luxuria
- Willy Mazzoni da radio Peter Flowers
- Zap Mangusta

## Ascolti
(dati audiradio - giorno medio ieri - fonte:)
- 1993: 125 000
- 1994: 243 000
- 1995: non disponibile
- 1996: 629 000
- 1997: 503 000
- 1998: 660 000
- 1999: 902 000
- 2000: 1 216 000

- 2001: 1 390 000
- 2002: 1 589 000
- 2003: 1 642 000
- 2004: 1 941 000
- 2005: 1 980 000
- 2006: 2 039 000
- 2007: 1 857 000
- 2008: 1 623 000
- 2009: 1 520 000

Negli anni successivi gli ascolti sono stati altalenanti, arrivando ad un picco di 1 789 000 alla fine del 2014 per poi tornare ad abbassarsi progressivamente, rilevando a fine 2019 1 598 000 ascoltatori. Nel 2020 si evidenzia un aumento degli ascolti: nel secondo semestre si attestano a 1 620 000.